# Gregory (The Walking Dead)
Gregory é um personagem fictício da série em quadrinhos The Walking Dead e da série de televisão de mesmo nome, onde é interpretado por Xander Berkeley.

## Quadrinhos
Gregory é um auto-membro importante de Hilltop descrito como "mantendo os trens em execução no tempo",[carece de fontes?] que ele hospeda um número de falhas (incluindo bater em fêmeas recém-chegados da Colina, esquecendo nomes, e colocando-se diante de outras pessoas).[carece de fontes?] Ele é esfaqueado por Ethan em troca de Cristal da vida, que haviam sido tomados como reféns pelo Negan, mas, felizmente, se recupera. Como seus colegas sobreviventes, ele é impotente contra os Salvadores e depende de Rick para ajudar a se livrar da quadrilha. A sua incapacidade para governar torna-se cada vez mais evidente ao longo de seu tempo de histórias em quadrinhos. Ele aparentemente é derrubado por Maggie Greene como a Colina do líder na Edição de número 120. Quando Carl começa a viver no cimo da Colina, e as batidas de dois meninos quase à morte, ele planeja matar Maggie por envenenamento por ela. No entanto, seu plano é frustrado por Jesus que chega a tempo para salvar Maggie, que solicita que Gregory ser preso. Depois de muita deliberação, Maggie decide que Gregory deve ser morto. Ele é mais tarde enforcado por sua tentativa de Maggie vida como o resto do topo da Colina e assista.[vago]

## Série de televisão

### 6ª temporada
No episódio "Knots Untie", o grupo de Rick é apresentado a Gregory, o líder da Colônia de Hilltop e ex-empresário na Câmara de Comércio. Rick, de forma ameaçadora, diz que ele não deveria ser o único a falar com Gregory e diz a Maggie para conduzir as negociações de comércio. Gregory imediatamente menospreza a Maggie e afirma que os alexandrinos estão em grande necessidade e tenta usar seus escassez de alimentos como alavanca. Mais tarde, Rick diz que eles vieram de todo este caminho para o alimento e eles estão indo para obtê-lo, mas Jesus chama pela paciência enquanto ele trabalha para convencer Gregory, que seria melhor mostrar alguma boa vontade para Alexandria e construir um relacionamento que poderia pagar no futuro. Três moradores da Colina, Ethan, o Andy e o Cristal, o regresso e a raiva enfrentar Gregory. Eles tinham sido enviados para entregar a homenagem ao Negan, que disse que ele foi "luz" e matou Tim e Marsha, mantendo o Ethan, irmão Craig refém. Para Craig lançamento, Ethan envia uma mensagem de Negan por esfaquear Gregory no intestino. Depois que Gregório está estabilizado, Jesus explica que Negan é o chefe de um grupo chamado os Salvadores. O Salvador veio para o topo da Colina, com a emissão de um monte de exigências e ameaças ainda mais, resultando em um acordo: metade da Colina, suprimentos, as culturas e o gado vai para a Salvação em troca de paz. Daryl se oferece para matar o Negan, tirar sua meninos e resgate Craig em troca de comida, medicina e "um deles vacas." Maggie fecha o negócio com Gregory, exigindo a metade de tudo a partir do Morro antecipadamente.

### 7ª temporada
No episódio "Go Getters", Gregory aborda Maggie e Sasha e insiste que eles precisam para sair e voltar para Alexandria. Jesus tenta argumentar com ele, mas Gregory diz que eles precisam sair pela manhã. À noite, Maggie e Sasha despertar para a música alta vinda de um carro estacionado no topo da Colina do interior, com o topo da Colina de portões abertos. Os caminhantes estão sendo atraídos pela música e vários incêndios que têm sido definido dentro da Colina. Gregory olha para fora da janela da casa, mas não tomar medidas, enquanto Maggie, Sasha, e Jesus intervir. No dia seguinte, Gregório e Jesus discutir o que fazer sobre Maggie e Sasha, quando alguns Salvadores mostrar-se. Gregory diz a Jesus para ocultar Maggie e Sasha no armário. Gregory abre a porta para Simon e os outros Salvadores no topo da Colina. Simon diz Gregório, eles devem conversar em particular no estudo. Gregório disse que a mensagem da noite passada foi alta e clara: Ele é o topo da Colina "Negan" agora. Simon pergunta se há qualquer outra coisa, ele deve estar ciente de e Gregory permanece silenciosa. Ele diz que há, na verdade, é algo e Gregory leva Simon para o corredor mais próximo, abrindo a porta para revelar frascos de clássicos de uísque. Simon pede Gregório, para se ajoelhar antes de continuar e Gregory instantaneamente obriga. Simon diz é uma sólida ajoelhar-se, e acaricia sua cabeça, como uma criança. Após os Salvadores deixar, Gregory encontra Sasha e Maggie em seu quarto, onde eles estavam escondidos em um armário. Jesus coloca seu pé para baixo e diz que as mulheres estão ficando, e ele vai bater Gregório, fora do poder, se ele discorda. Gregory diz que a Salvação pode ser bastante razoável e Maggie socos na cara dele. No episódio "Hearts Still Beating", de Gregory avisa Maggie não deixe sua popularidade com o Colina residentes chegar a sua cabeça.

## Desenvolvimento e recepção
Gregory é interpretado por Xander Berkeley na série de televisão The Walking Dead desde a sexta temporada. Em sua estreia na temporada de seis episódios de "Knots Untie", Ed Powers, do Telegraph.co.uk, chamou Gregory de "covarde creep" e "traiçoeiros", comentando: "Gregory foi pintado em grandes linhas, o veterano ator de televisão Berkeley (24), mais um exemplo de The Walking Dead, telegrafando para o público como ele deve se sentir sobre um personagem." Josh Jackson. da Paste, comentou: "Gregory é certamente um estranho, e não importa o quão idílica da Colina parece, eu não acho que ele é o líder que eu quero para o apocalipse zumbi. Alguém que se apresenta como "o chefe" e pede a seus convidados para ir lavar-se é alguém que eu poderia hesite em salvar partir de seu próprio povo." Tim Surette de TV.com comentou que Gregory "não perdeu tempo sendo um dos mais desprezíveis personagens da série nunca introduzidas pela babando todo Maggie e solicitando alguns de seus "serviços" em troca de algumas cenouras." Ed Gonzalez, da Slant Magazine chamado Gregory "algum tipo de perversa caricatura do Sul senhores. Eu quero dizer que ele não se qualifica como uma."
Na sétima temporada, Berkeley foi promovido para o elenco principal.